# Секреты Нью-Йорка
«Секреты Нью-Йорка» (англ. New York Confidential) — фильм нуар режиссёра Расселла Рауса, который вышел на экраны в 1955 году.
Фильм поставлен по мотивам романа Джека Лэйта и Ли Мортимера «Нью-Йорк: секретно!» (1948) и рассказывает о деятельности мафиозного синдиката в Нью-Йорке, глава которого Чарли Лупо (Бродерик Кроуфорд) берёт себе в помощники молодого киллера Ника Магеллана (Ричард Конте), к которому относится как к сыну. Однако после провала крупной нефтяной сделки, которую готовил Лупо, руководители синдиката принимают решение ликвидировать Лупо руками Ника, а затем и его самого.
Фильм относится к многочисленной категории фильмов нуар о мафии, к которой относятся, в частности такие фильмы, как «Сила зла» (1948), «711 Оушен Драйв» (1950), «Проклятые не плачут» (1950), «Мафия» (1951), «Насаждающий закон» (1951), «Рэкет» (1951), «Большой ансамбль» (1955), «Братья Рико» (1957) и «Девушка с вечеринки» (1958).

## Сюжет
Фильм открывается закадровым вступлением: «Нью-Йорк — сердце финансового мира и крупнейший порт на планете. Но это также и центр организации, которая управляет преступностью во всей стране. Эта организация глубоко внедрилась в сферу порока, убийств и наркотиков и запустила свои щупальца в азартные игры и портовое хозяйство, она развращает и запугивает спортивный мир. Здесь, в городе миллионов честных, трудолюбивых людей находится несколько человек, формирующих высший эшелон организованной преступности. Эти преступники, одетые в респектабельные одежды, сформировали картель, известный как синдикат».
В тихом переулке в центре Манхэттена один гангстер из личной мести убил другого, при этом погибли двое невинных прохожих. Новость об убийстве оказывается на первых страницах прессы, что возмущает главу нью-йоркского отделения синдиката Чарльза Лупо (Бродерик Кроуфорд), который обещает своему начальству в Италии в ближайшее время урегулировать возникший скандал. Так как его собственным людям будет сложно подобраться к нарушившему закон гангстеру, поскольку их хорошо знают в лицо, Лупо для выполнения заказа выписывает из Чикаго спокойного, непримечательного Ника Магеллана (Ричард Конте). Хотя операцией пытается руководить «штатный киллер» Лупо по имени Арни Вендлер (Майк Мазурки), Ник говорит, что сделает всё сам. Чётко продумав план, Ник хладнокровно убивает указанного ему гангстера вместе с его охранником. Работа Ника настолько впечатляет Чарли, что тот забирает умного и преданного молодого человека себе, тем более, что Лупо и отец Ника когда-то были близкими друзьями. После того, как в Лупо стреляют в то время, когда он находится в своём доме на Лонг-Айленде, он назначает Ника своим телохранителем. В тот же вечер, выходя на осмотр территории шикарной усадьбы Лупо, где тот живёт вместе с матерью (Силия Ловски) и дочерью Кэтрин (Энн Бэнкрофт), Ник замечает подъехавший автомобиль, и угрожая оружием, обыскивает сидящего за рулём мужчину. В этот момент из автомобиля выскакивает Кэтрин, требуя, чтобы Ник немедленно оставил её и её приятеля Стэна в покое. Зайдя в дом, Кэтрин раздражённо заявляет отцу, что стыдится того, что он является мафиозным главарём, и что род его занятий отпугивает от неё приличных людей. За завтраком Кэтрин сообщает отцу, что семья Стэна против того, чтобы он встречался с дочерью гангстера, и потому у неё не будет с ним никаких отношений. Когда отец предлагает Кэтрин помочь наладить её отношения со Стэном, Кэтрин отказывается от его помощи, заявляя, что он сделает это путём подкупа и только развратит парня.
Судья Кинкэйд (Чарльз Эванс), которому губернатор поручил возглавить специальную комиссию по борьбе с преступностью, встречается с окружным прокурором Росси (Том Пауэрс), заявляя ему, что их главной мишенью должен стать глава местной мафии Лупо. На следующее утро адвокат Роберт Фроули (Барри Келли) докладывает Лупо о создании комиссии, и на подкуп её членов просит дополнительно 200 тысяч долларов. Лупо покупает Нику дорогую одежду и знакомит его со своей подружкой, соблазнительной Айрис Палмер (Мерилин Максвелл), а также даёт ему более ответственные задания, касающиеся бизнеса. Когда мама просит Лупо срочно приехать к ней, мафиози поручает Нику вместо него сводить Айрис в ресторан. Когда после ужина Ник провожает Айрис до квартиры, она предлагает ему зайти выпить по рюмочке, однако он вежливо, но твёрдо уклоняется, заявляя, что должен «держаться на своей территории». Тем временем, вернувшись домой, Лупо видит, что Кэтрин пакует вещи и собирается уйти из дома. Её возмутило то, что Стэн, забыв о мнении семьи, неожиданно сделал её предложение, и она подозревает, что такая перемена в его настроении связана с тем, что её отец просто купил Стэна. Кэтрин заявляет отцу, что он дал ей всё, кроме ощущения самоуважения и благородства, обвиняя его в том, что он покупает и продаёт всех и вся за свои кровавые деньги. Однако Лупо отвечает, что на эти «кровавые деньги» он содержал её, покупал лучшие одежды и на эти деньги она получила образование в лучших школах. В ответ Кэтрин говорит, что ненавидит всё, что с ним связано, и уходит из дома, и, более того, отказывается от его фамилии.
Лупо летит в Вашингтон, где проводит совещание с партнёрами по крупной нефтяной сделке, которую он готовит, в котором участвуют подкупленные им лоббисты и члены правительственной комиссии по расследованию коррупционной деятельности. После совещания Лупо говорит Нику, что у каждого из этих людей есть своя цена. Вернувшись домой, Чарли обещает матери, что вернёт Кэтрин, поручая своему ближайшему помощнику Бену Дагаджаняну (Дж. Кэррол Нэш) найти её. Тем временем Лупо посылает Ника в Бруклин навести порядок в работе руководителя местного отделения Сумака (Карл Миллитэйр), который слишком увлёкся развлечениями с женщинами и демонстрирует плохие финансовые показатели. Выполнив это задание, Ник тайно от босса находит Кэтрин, которая под чужим именем работает секретарём у частного врача, и счастлива своей новой жизнью. За ужином Кэтрин говорит Нику, что любит Лупо как отца, но ненавидит его как человека. В свою очередь, Ник пытается доказать ей что организация, которой отец руководит, не более коррумпирована, чем все вокруг них, и советует ей держаться того, что у неё есть. Ник обещает не говорить Чарли, где её можно найти, одновременно обещая ей любую помощь в случае необходимости. Между ними проскакивает любовная искра, однако оба сдерживают свои чувства и расходятся. Когда Ник возвращается домой, его избивает поджидающий его Сумак вместе со своим подручным. Придя в себя, вооружённый Ник приезжает в логово Сумака, предлагая ему помериться силами один на один, избивая его в драке до потери сознания.
Когда против Бена Дагаджаняна собираются выдвинуть обвинения в связи с его нелегальным въездом в страну, и ему грозит депортация, адвокат Фроули и влиятельный лоббист Пол Уильямсон (Уильям Форрест) просят Ника объяснить Лупо, что не смогут открыто защитить Бена, так как в этом случае разразится скандал, который серьёзно повредит готовящейся нефтяной сделке. Кроме того, как замечает Фроули, если Бен сейчас уедет из страны, то Ник станет самым вероятным кандидатом на его место. При встрече Лупо сообщает Нику своё решение, что Бен должен уехать, так интересы синдиката стоят превыше всего. На вопрос Чарли о его дочери Ник отвечает, что пока выяснить о ней ничего не удалось. На вечеринке, которую Чарли устраивает в своей шикарной манхэттенской квартире, Айрис вновь даёт Нику понять, что ищет с ним встреч. Тем временем Лупо, получив из Вашингтона информацию от своего человека Джеймса Маршалла (Герберт Хейз), назначает срочную рабочую встречу всех сотрудников, которые готовили сделку. На этой встрече Маршалл сообщает, что Уильямсон, который ранее получил от синдиката крупную взятку за содействие в заключении контракта, за соответствующее вознаграждение рассказал о действиях синдиката крупным нефтяным компаниям. Эти компании в свою очередь обратились в правительство, что фактически развалило миллиардную нефтяную сделку синдиката. Лупо поручает Нику пригласить на совещание всех региональных руководителей синдиката для решения вопроса о дальнейших действиях. На совещании Фроули докладывает, что с юридической точки зрения синдикат не может ничего поделать и должен признать своё поражение. Все руководители синдиката единогласно голосуют за физическое устранение Уильямсона, и Лупо поручают организовать его убийство в Нью-Йорке на следующей неделе. Однако Чарли не хочет, чтобы этот заказ выполнял Ник, так как считает его слишком нужным человеком, чтобы продолжать использовать в качестве киллера. Он вызывает трёх своих штатных киллеров во главе с Вендлером, поручая им исполнение заказа. Киллеры успешно справляются с заданием, убивая Уильямсона в его гостиничном номере, однако горничная через несколько минут обнаруживает труп и вызывает полицию. Киллеры пытаются бежать, угнав с подземной стоянки машину, однако их замечает появившийся полицейский, которого они тяжело ранят в перестрелке. Как сообщается, раненый коп запомнил лица киллеров и сможет их опознать. Чарли требует не допустить их задержания полицией, после чего Ник вызывается без лишнего шума убрать всех троих киллеров. Ник быстро и тихо убивает двоих из них, однако раненый в перестрелке Вендлер успевает сбежать и сдаётся судье Кинкейду, предлагая дать показания против Лупо и синдиката в обмен на снятие с него всех обвинений. Кинкейд соглашается на сделку с ним и помещает его под защиту полиции. Адвокат Фроули сообщает Лупо, что показаний Вендлера может быть достаточно, чтобы обвинить его в убийстве Уильямсона. По совету адвоката и Ника Чарли собирается на время скрыться. Фроули приходит к прокурору Росси и ведущему дело следователю прокуратуры Хартману (Микки Симпсон), которые собираются выдвинуть против Чарли обвинение в убийстве первой степени, предлагая им сделку. Прокуратура соглашается изменить квалификацию на обвинение в убийстве второй степени в обмен на признание Лупо своей вины. Узнав об этом в своём убежище, Чарли категорически возражает, решая бороться. Однако Ник напоминает Лупо, что ситуация сильно беспокоит руководителей синдиката по всей стране, на что Чарли заявляет, что всё это временно.
Вскоре пьяная Кэтрин приходит домой к Нику, сообщая, что её уволили с работы после того, как полицейские пришли к ней с допросом, а газетные репортёры раструбили всем, что она дочь Чарли Лупо. Она целует Ника, заявляя, что хочет быть с ним и просит на ней жениться прямо сегодня. Однако несмотря на симпатию к Кэтрин, Ник отказывается от её предложения, так как она дочь его босса. Подавленная Кэти уходит из квартиры и позднее погибает в автомобильной катастрофе, которую полиция квалифицирует как самоубийство. Фроули сообщает Нику о том, что в Вашингтоне готовят крупное антикоррупционное расследование, и единственным выходом из ситуации для синдиката было бы признание Чарли вины в убийстве второй степени, против чего тот категорически возражает. По требованию Чарли Ник силой доставляет к нему Айрис, которая начинает бояться за свою жизнь. На экстренном совещании руководители синдиката решают, что Чарли должен принять удар на себя, тем самым ослабив давление властей на организацию. Понимая, что организация превыше всего, Чарли просит два дня, перед тем, как отправиться на суд в Вашингтон, и в тот же день узнаёт из газет о смерти дочери. Тем временем Фроули получает от своего человека в Вашингтоне информацию о том, что якобы на суде Чарли собирается заговорить, после чего на экстренном совещании руководители синдиката голосуют за то, чтобы устранить Лупо до его отъезда. Боссы сообщают Нику, что он должен убить Чарли, так как пользуется его доверием и сможет подобраться к нему легче других. Ник пытается возражать, что Чарли для него как отец, однако главари синдиката заявляют, что существование Чарли теперь угрожает существованию всей организации. После ухода Ника, боссы решают, что «для страховки» устранить надо и его, так как он слишком много знает. Ник приходит к Чарли, который собирается бежать вместе с Айрис. Ник хладнокровно убивает сначала Айрис, которая кричит, что он не посмеет стрелять в своего лучшего друга, а затем и Чарли, который пытается выхватить пистолет. После того выполнения заказа киллеры синдиката выслеживают Ника и убивают его на тёмной ночной улице. Фильм завершается закадровыми словами: «Страховка… Цикл саморазрушения требовал всё новых жертв. Но всё ещё есть те, кто мог бы раскрыть секреты синдиката. Сначала Чарльз Лупо, затем Ник Магеллан, а кто будет завтра… Синдикат всё ещё существует, правила всё ещё действуют. Так работает картель. Это секреты Нью-Йорка».

## В ролях
- Бродерик Кроуфорд — Чарли Лупо
- Ричард Конте — Ник Магеллан
- Мерилин Максвелл — Айрис Палмер
- Энн Бэнкрофт — Кэтрин Лупо
- Дж. Кэррол Нэш — Бен Дагаджанян
- Онслоу Стивенс — Джонни Ахиллес
- Барри Келли — Роберт Фроули
- Майк Мазурки — Арни Вендлер
- Силиа Ловски — Мама Лупо
- Герберт Хейз — Джеймс Маршалл
- Стивен Герей — Моррис Франклин
- Уильям Филлипс — Уайти
- Генри Калки — Джино
- Нестор Пайва — Мартинелли
- Джозеф Вайтале — Батиста
- Карл Миллетэйр — Сумак
- Уильям Форрест — Пол Уильямсон
- Иэн Кит — Валуска
- Чарльз Эванс — судья Кинкейд
- Микки Симпсон — Леон Хартманн
- Том Пауэрс — окружной прокурор Росси
- Ли Трент — Феррари
- Леонард Бримен — Ларри
- Джон Дусетт — Шорти
- Фрэнк Фергюсон — доктор Ладлоу
- Хоуп Лэндин — миссис Уэсли
- Фортунио Бонанова — сеньор
- Чарльз Мередит — конгрессмен (в титрах не указан)

## Создатели фильма и исполнители главных ролей
Как отмечает историк кино Артур Лайонс, за свою карьеру «Расселл Раус написал и поставил несколько интересных нуаров. Так, его фильм „Колодец“ (1951) затрагивает тему насилия толпы и расовые проблемы, а „Вор“ (1952) был нуаром Холодной войны, известным тем, что за время всего фильма не произносится ни единой актёрской реплики. Его следующий нуар „Секреты Нью-Йорка“ (1955) стал одним из лучших фильмов о разоблачении мафиозных тайн, он был выполнен под влиянием расследования организованной преступности, которую осуществляла специальная правительственная комиссия под руководством сенатора Кефовера. Наконец, фильм „Порочная женщина“ (1953) стал самой дешёвой и жалкой работой Рауса, и хотя благодаря актёрскому тексту сценарий уходит от банальности, в этом фильме некого любить».
Ричард Конте был одним из наиболее значимых актёров жанра фильм нуар благодаря ролям в таких фильмах, как «Звонить Нортсайд 777» (1948), «Плач большого города» (1948), «Воровское шоссе» (1949), «Дом незнакомцев» (1949), «Водоворот» (1950), «Синяя гардения» (1953), «Большой ансамбль» (1955) и многим другим. Бродерик Кроуфорд более всего известен по ролям в нуаровых драмах «Вся королевская рать» (1949, Оскар за лучшее исполнение главной роли), «Мафия» (1951), «Скандальная хроника» (1952) и «Человеческое желание» (1954), а также по комедийным фильмам «Рождённая вчера» (1950) и «Мошенники» (1955). В 1950-е годы Энн Бэнкрофт сыграла в нескольких фильмах нуар, среди них «Можно входить без стука» (1952), «Нагая улица» (1955) и «Сумерки» (1956). В 1964 году Бэнкрофт завоевала Оскар за главную роль в драме «Сотворившая чудо» (1963), после чего ещё четырежды номинировалась на Оскар за главные роли в фильмах «Пожиратель тыкв» (1964), «Выпускник» (1967), «Поворотный пункт» (1977) и «Агнесса божья» (1985).

## История создания фильма
Как указывает Деннис Шварц, фильм основан на бестселлере Джека Лэйта и Ли Мортимера «Секреты Нью-Йорка», который был опубликован в 1948 году. Томас М. Прайор написал в «Нью-Йорк Таймс», что «продюсер Эдвард Смолл в 1953 году купил права на создание фильма по этой книге, поручив его создание команде в составе Кларенса Грина и Расселла Рауса, у которых был договор со Смоллом на шесть картин». Как отмечено на сайте Американского института киноискусства, «хотя фильм сохранил название романа, его содержание было существенным образом переработано».
Создатели фильма Грин и Раус первоначально хотели получить на главные роли Джорджа Рафта и Пола Муни.
«Голливуд репортер» от мая 1954 года сообщил, что фильм будет частично сниматься на плёнку Eastman Tri-X, для которой не требуется специального освещения при ночных съёмках.
Закадровое повествование в документальном стиле звучит периодически на протяжении всего фильма. Рассказ в начале фильма представляет Нью-Йорк как «нервный центр» организации преступников, рядящихся в одежды респектабельности, которую называют «синдикат». В конце фильма рассказчик объясняет, что синдикат всё ещё существует, и заявляет: «Вот как работает картель. Это Загадка Нью-Йорка».
В статье в «Нью-Йорк Таймс» было отмечено, что Комитет Нью-Йорка по борьбе с криминальной деятельностью поручился за «общую аутентичность» фильма.
Продюсер Эдвард Смол изначально имел «предварительную договорённость» с United Artists на дистрибуцию фильма, но, согласно Variety от января 1955 года, он также вёл переговоры с другими студиями, включая Columbia и MGM, но в итоге заключил договор с Warner Bros..
Как написал историк кино Гленн Эриксон, «когда в середине 1980-х годов запуталась ситуация с правами на этот фильм, он практически исчез с телеэкранов».

## Оценка фильм критикой

### Общая оценка фильма
После выхода на экраны фильм получил позитивные отклики критики. Так, в рецензии журнала Variety было отмечено, что «среди криминальных разоблачительных фильмов он выделяется своим высоким качеством работы благодаря хорошо выстроенной истории и хорошей игре узнаваемых актёров. Эта суровая, беспощадная мелодрама опирается на логическое развитие истории, а не на необоснованный голый экшн».
Современные исследователи жанра фильм нуар Боб Порфирио и Аллен Силвер пришли к заключению, что «этот фильм хорош, как и большинство разоблачительных триллеров 1950-х годов, однако лучшим среди них остаётся „Насаждающий закон“». Основанный на романе из «„секретной“ серии разоблачений Лэйта и Мортимера», в которой авторы разрабатывали тему «криминальных синдикатов», «фильм „Секреты Нью-Йорка“ эксплуатировал американский страх перед смертельно опасным криминальным миром, воплощённым в мафии, который дал толчок расследованию Комитета Кефовера в отношении организованной преступности» . Как далее отмечают Порфирио и Силвер, «сложные характеры персонажей и вероломные действия криминальной корпорации предвосхищает нигилизм гангстерских мелодрам 1960-х годов». Спенсер Селби оценил картину как «суровый быстрый разоблачительный фильм с хорошей игрой Конте», а киновед Гленн Эриксон заключил, что это «определённо один из лучших разоблачающих криминальный мир фильмов 1950-х годов, и определённо один из самых тяжёлых, который сохраняет свою силу и сегодня». Киновед далее отмечает, что «в фильме представлено новое корпоративное лицо мафии — ничто не может стоять поперёк интересов организации, даже жизни её собственных руководителей».
По мнению Крейга Батлера, «этот фильм хочет быть лучше, чем он есть на самом деле, и при его просмотре зритель проводит первые двадцать минут в ожидании того, что вот-вот что-то начнётся». К сожалению, из-за слишком больших сценарных ограничений фильм так и не может «найти способ вырваться на свободу». Внешне это, может быть, и хорошо, так фильм рассказывает об «удушающе опасном упрямстве криминального мира, неизбежно ведущем к смерти и разрушению». Однако на практике «это работает против фильма, лишая его интереса и привлекательности». Батлер далее отмечает, что, не помогает фильму и то, что в нём «нет персонажей, за которых можно было бы переживать, или тем более сочувствовать. Все они являются непривлекательными и скучными людьми». Деннис Шварц полагает, что «этот криминальный триллер является шаблонным разоблачительным фильмом о мафии», который «не настолько хорош как другой аналогичный фильм „Насаждающий закон“». По мнению Шварца, «это бесцветная история о синдикате, который не остановится ни перед чем, и о том, что коррупция получила повсеместное распространение в обществе». В фильме показан «вечный поручный круг саморазрушения, где гангстеры становятся заложниками жизни, полной насилия и предательства, когда они сами вынуждены вечно оглядываться». При этом, как считает критик, «фильм совершенно не увлекательный и не напряжённый, и не содержит каких-либо откровений. Он построен по шаблону мафиозной истории, которая лишь слегка развлекает, и даже несмотря на энергичную актёрскую игру, имеет вкус бутерброда с несвежим салями».

### Оценка работы режиссёра и творческой группы
По мнению Гленна Эриксона, «сценарий Рауса и Грина содержит в 87 минутах фильма достаточно событий, чтобы наполнить два „Крёстных отца“». Критик далее пишет, что по сравнению с фильмами о мафии 1930-х годов, «когда гангстеров с красивыми именами привлекали к ответственности за уклонение от уплаты налогов», мафия, которая в данной картине называется синдикат, «собирает огромные прибыли от порочных развлечений и нелегальных азартных игр. И она пойдёт на что угодно, чтобы расширить своё влияние». Эриксон полагает, что «главная тема этого фильма — безличная холодность современного синдиката», когда убийства совершаются холодно и расчётливо, без какого-либо экшна и напряжения, что является сильной стороной этой картины. Эриксон также обращает внимание на «хорошую игру актёров» и на умелую постановку Раусом «напряжённых сцен насилия на минимальном бюджете».
С другой стороны, Батлер считает, что для раскрытия темы фильма «требовалась более умелая команда, чем Расселл Раус и Кларенс Грин». По мнению критика, «на схематическом уровне картина сделана грамотно, когда одна её часть аккуратно переходит в другую. Однако даже эта чёткость построения через некоторое время становится утомительной».

### Оценка актёрской игры
Актёрская игра получила преимущественно положительные оценки. В частности, рецензент журнала Variety написал, что «Конте выполняет первоклассную работу, делая хладнокровного убийцу реальным, а Кроуфорд хорош в качестве председателя криминального совета, как и Мерилин Максвелл в роли его подружки. Энн Бэнкрофт, демонстрирующая постоянный прогресс и талант, добивается успеха своей выдающейся игрой в роли несчастной дочери Кроуфорда».
Силвер и Порфирио обратили внимание на то, что «Конте придаёт своему персонажу моральную неоднозначность, которая была характерна и для его предыдущих ролей, а также фатализм, когда с почти экзистенциальным стоицизмом идёт к собственному краху» . Гленн Эриксон напоминает, что Ричард Конте успел воплотить на экране как классических нуаровых гангстеров 1940-х годов благодаря таким фильмам, как «Плач большого города», так и гламурных гангстеров 1970-х годов, сыграв в «Крёстном отце» (1972) Фрэнсиса Форда Копполы. Критик также отмечает, что созданный Конте образ «является предшественником французских гангстерских убийц Жана-Пьера Мельвилля, которые ведут себя как монахи и выполняют свои обязанности как роботы — вспомните, например, Алена Делона в фильме „Самурай“ (1967)». Майкл Кини отмечает, что «Конте даёт жутко реалистичную игру в роли умелого киллера, а Кроуфорд отличен в роли главаря организованной преступности, обременённого личными и семейными проблемами, включая заботу о престарелой матери». По мнению Батлера, «Кроуфорд, Конте, Максвелл и особенно молодая Энн Бэнкрофт хорошо справляются с работой. Актёры делают фильм смотрибельным, и потому особенно обидно, что он не настолько хорош, насколько мог бы».